# Gemona del Friuli
Gemona del Friuli este o comună din provincia Udine, regiunea Friuli-Veneția Giulia, Italia, cu o populație de 10.461 locuitori (1 ianuarie 2023) și o suprafață de 56,06 km².

## Demografie
Gemona del Friuli - evoluția demografică

|  | Graficele sunt indisponibile din cauza unor probleme tehnice. Mai multe informații se găsesc la Phabricator și la wiki-ul MediaWiki. |

Date: Recensăminte sau birourile de statistică - grafică realizată de Wikipedia

## Personalități născute aici
- Carla Gravina (n. 1941), actriță, om politic.